# Christopher Dowling
Christopher Dowling (ur. 15 czerwca 1944 w Sliemie, zm. 21 grudnia 2022) – maltański pływak i waterpolista.

## Lata młodości i edukacja
Był synem Jimmy′ego Dowlinga, który grał w piłkę wodną w Valletta United WPC. Edukację rozpoczął w Montessori School w Sliemie, skąd potem przeniósł się do Sliema Primary School. Następnie ukończył liceum w Ħamrun, a później ukończył St Michael’s Teachers’ Training College, do którego uczęszczał w latach 1971-1974.

## Kariera sportowa
W latach szkolnych uprawiał piłkę nożną, badminton, koszykówkę, krykiet i rugby. W żadnej z tych dyscyplin nie odnosił sukcesów, więc zmienił dyscyplinę na piłkę wodną, a później na pływanie. Gry w piłkę wodną uczył go wujek Budgy. W 1957 zapisał się do klubu Balluta WPC. W 1960 przeszedł do Valletta United, gdzie grał rok. Następnie był zawodnikiem St Julian′s i ponownie Balluta WPC, z którym czterokrotnie został mistrzem kraju oraz zdobył cztery puchary kraju w latach 1962-1966. W meczu o mistrzostwo w 1963 jego drużyna przegrywała 1:4, jednak po 4 golach Dowlinga wygrała. Po odejściu z Balluta WPC wyemigrował do Kanady. W 1968 wrócił do ojczyzny i przez jeden sezon grał w Sliema ASC, z którym zdobył mistrzostwo kraju. W 1973 zakończył karierę. Pod koniec kariery był kapitanem szkolnej drużyny St Michael’s Teachers’ Training College.
W 1960 wystartował na igrzyskach olimpijskich jako pływak. Odpadł w eliminacjach na 100 m stylem dowolnym, zajmując ostatnie, 8. miejsce w swoim wyścigu eliminacyjnym z czasem 1:08,9 s. Na tych igrzyskach był chorążym reprezentacji Malty. Jest najmłodszym maltańskim olimpijczykiem.
W 1963 wystąpił na igrzyskach śródziemnomorskich jako waterpolista.

## Po zakończeniu kariery
Po zakończeniu kariery Dowling został nauczycielem.

## Życie prywatne
Jego wuj Ralph także uprawiał piłkę wodną i grał w Valletta United WPC. Miał trzech braci: Paula, Johna i Jamesa i czterech kuzynów: Dirka, Kima, Kurta i Dennisa. Był żonaty z Fioną z d. Mories.